# Jordan Addison
Jordan Addison (Frederick, 27 gennaio 2002) è un giocatore di football americano statunitense che milita nel ruolo di wide receiver per i Minnesota Vikings della National Football League (NFL).

## Carriera universitaria
Addison disputò 10 partite, di cui 8 come titolare, nella sua prima stagione a Pittsburgh nel 2020, guidando la squadra con 60 ricezioni per 666 yard e 4 touchdown. L'anno successivo divenne stabilmente titolare. In quella stagione guidò la NCAA con 17 touchdown su ricezione, ricevendo 100 passaggi per 1.593 yard, venendo premiato come All-American e vincendo il Fred Biletnikoff Award come miglior ricevitore nel college football.
Nel maggio 2022 Addison annunciò che si sarebbe trasferito alla University of Southern California per giocare con i Trojans. Con essi scelse di indossare il numero 3, precedentemente ritirato in onore di Carson Palmer, vincitore dell'Heisman Trophy 2002. In quella stagione ricevette 59 passaggi per 875 yard e 8 touchdown dal quarterback vincitore dell'Heisman Trophy Caleb Williams.

## Carriera professionistica
Addison era considerato uno dei migliori wide receiver selezionabili nel Draft NFL 2023 e una scelta del primo giro. Il 27 aprile fu scelto come ventitreesimo assoluto dai Minnesota Vikings, il terzo ricevitore chiamato. Debuttò come professionista subentrando nella gara del primo turno persa contro i Tampa Bay Buccaneers in cui ricevette 4 passaggi per 61 yard e un touchdown dal quarterback Kirk Cousins. La settimana successiva disputò la prima gara come titolare andando nuovamente a segno contro i Philadelphia Eagles.
Nell'ottavo turno Addison non fece rimpiangere l'infortunato Justin Jefferson ricevendo 7 passaggi per 82 yard e un touchdown nella vittoria sui Green Bay Packers. Divenne così il sesto giocatore dell'era Super Bowl a segnare 7 touchdown su ricezione nelle sue prime otto partite. Alla fine di ottobre fu premiato come rookie offensivo del mese in cui fece registrare 23 ricezioni per 297 yard e 5 touchdown. Nel quindicesimo turno segnò due touchdown nella sconfitta ai tempi supplementari contro i Cincinnati Bengals. A fine stagione si classificò quarto nella NFL con 10 touchdown su ricezione, venendo inserito nella formazione ideale dei rookie dalla Pro Football Writers of America.
Nel dodicesimo turno della stagione 2024, Addison fece registrare i nuovi primati personali in ricezioni (8) e yard ricevute (162), con un touchdown, nella vittoria ai tempi supplementari contro i Chicago Bears. Due settimane dopo ricevette 133 yard e 2 touchdown nella vittoria sugli Atlanta Falcons.
Il 5 agosto 2025 Addison fu sospeso dalla lega per le prime tre partite della stagione per essere stato arrestato per guida in stato di ebbrezza.

## Palmarès
- Rookie offensivo del mese: 1

ottobre 2023
- PFWA All-Rookie Team - 2023